# Super 6 Tracks: Miedo Escénico (álbum)
Es el Primer EP de Beto Cuevas Que interpretan Los 3 Temas del Debutado 'Miedo Escénico' en Originales y Además La Versión Acústica de Su Sencillo Exclusivo "Háblame" y Además incluye 2 Versiones Exclusivas Donde También Suena "Tú Y Yo" y La Versión inglés de La Historia Que Nunca Vamos a Contar "Burning Time"

## Lista De Canciones
1. Miedo Escénico
2. Vuelvo
3. Háblame (Versión Acústica)
4. Un Minuto de Silencio
5. Burning Time (Exclusivo)
6. Tú Y Yo (Exclusivo)

- Datos: Q6135659